# Mike Matheny
Michael Scott Matheny (Columbus, Ohio, 22 de septiembre de 1970), más conocido como Mike Matheny, es un exjugador profesional estadounidense de béisbol que se desempeñó en la posición de cácher en las Grandes Ligas de Béisbol (MLB). Logró obtener cuatro Guantes de Oro.

## Carrera
Matheny jugó como profesional cinco temporadas en Milwaukee Brewers (1994-1998), después pasó a Toronto Blue Jays (1999), luego a St. Louis Cardinals (2000-2004), posteriormente a San Francisco Giants, donde jugó dos temporadas (2005-2006), y fue el equipo en el que se retiró.

## Premios
Fue galardonado con el Guante de Oro en cuatro oportunidades (2000, 2003, 2004 y 2005).